# Cantón de Saint-André-de-Valborgne
El cantón de Saint-André-de-Valborgne era una división administrativa francesa, que estaba situada en el departamento de Gard y la región de Languedoc-Rosellón.

## Composición
El cantón estaba formado por cinco comunas:
- Les Plantiers
- L'Estréchure
- Peyrolles
- Saint-André-de-Valborgne
- Saumane

## Supresión del cantón de Saint-André-de-Valborgne
En aplicación del Decreto n.º 2014-232 de 24 de febrero de 2014, el cantón de Saint-André-de-Valborgne fue suprimido el 22 de marzo de 2015 y sus 5 comunas pasaron a formar parte del nuevo cantón de Le Vigan.